# Contribution exceptionnelle sur les bénéfices de guerre
La contribution exceptionnelle sur les bénéfices de guerre est un impôt direct extraordinaire créé en France par la loi du 1er juillet 1916.   
La contribution est due par toute personne ou toute entreprise ayant fait des bénéfices supplémentaires ou exceptionnels depuis le 1er août 1914, date de l'entrée en guerre de la France, jusqu'à 18 mois après le conflit (le 30 juin 1916).   
Il s'agit pour le gouvernement de lutter contre l'enrichissement excessif de certaines entreprises depuis le début de la guerre, considérées comme des profiteurs de guerre, et de les faire participer à l'effort de guerre collectif.   
L'impôt sur les bénéfices de guerre est l'un des premiers outils de la modernisation du système fiscal français.  

## Mise en œuvre
Sont concernés par cet impôt toutes les personnes ou sociétés ayant fait des bénéfices « supplémentaires » par rapport à leur activité habituelle ou des bénéfices « exceptionnels », résultant des marchés passés avec l'administration, en tant que sous-traitant ou intermédiaire. Les agriculteurs en sont exemptés.  
Le mode de calcul est simple. Il s'agit d'évaluer un bénéfice normal — en temps de paix — puis de faire la différence avec le bénéfice réalisé pendant la période de la guerre.    
Le bénéfice normal est évalué de trois manières : 6 % des capitaux engagés, 30 fois la somme payée pour la patente, ou la moyenne des trois derniers exercices d'avant guerre.    
La différence entre le bénéfice en temps de guerre et celui en temps de paix est taxée à 50 % après déduction de 5 000 francs pour les assujettis à la patente.    
La période imposée couvre dans un premier temps la période du 1er août 1914 au 31 décembre 1915.    
La loi du 30 décembre 1916 porte à 60 % la taxation sur les bénéfices supérieurs à 500 000 francs pour les bénéfices réalisés à partir du 1er janvier 1916.    
La loi du 31 décembre 1917 porte à 80 % la taxation des bénéfices supérieurs à 500 000 francs.   
Les contribuables assujettis doivent fournir à l'administration des contributions directes un tableau indiquant les bénéfices réalisés.    
Une commission du 1er degré siège dans chaque département, composée de quatre membres : les directeurs des Contributions directes, des Contributions indirectes et de l'Enregistrement, des domaines et du timbre ainsi que du trésorier-payeur général (article 7 de la loi).    
La commission est chargée de statuer au vu des déclarations remises, elle fixe les bases de la contribution et notifie les décisions aux intéressés.    
Elle a le pouvoir de faire des enquêtes.    
Les dossiers de déclarations sont conservés dans les services d'archives départementales.   
Les personnes, les sociétés ou l'administration ont la possibilité de faire appel de la décision auprès de la commission supérieure des bénéfices de guerre qui siège au ministère des finances (article 11 de la loi). 
Elle statue en dernier ressort. 
Les membres, dont le directeur général des Contributions directes, sont nommés par un décret du 6 juillet 1916 et les modalités de fonctionnement sont organisées par le décret du 12 juillet 1916. 
Le secrétariat est assuré par la direction générale des Contributions directes. 
Les dossiers sont conservés au Centre des archives économiques et financières.

## Bilan
L'impôt sur les bénéfices de guerre est un impôt novateur : premier impôt sur les bénéfices industriels et commerciaux et premier impôt établi d'après les déclarations des contribuables.  
Les entreprises acceptent mal cet impôt et créent de nombreux contentieux qui mettront parfois plus de dix ans à être réglés. Les sommes récoltées ne correspondent pas aux attentes.  
L'administration ne dispose pas des moyens humains et techniques nécessaires à une instruction rapide des dossiers et à la notification du montant de l'impôt. 
Il nécessite pour la première fois de définir avec précision ce qu'est un bénéfice. Alors que l'État condamne les profits illicites, les bénéfices exceptionnels sont considérés comme légaux et ils peuvent donc être soumis à l'impôt.